# Razdorowo
Razdorowo (ros. Раздорово) – wieś (ros. деревня, trb. dieriewnia) w zachodniej Rosji, w osiedlu wiejskim Prigorskoje rejonu smoleńskiego w obwodzie smoleńskim.

## Geografia
Miejscowość położona jest 3 km od drogi federalnej R120 (Orzeł – Briańsk – Smoleńsk – Witebsk), 25 km od drogi magistralnej M1 «Białoruś», 4 km od centrum administracyjnego osiedla wiejskiego (Prigorskoje), 15,5 km od Smoleńska, 3 km od stacji kolejowej Tyczinino.
W granicach miejscowości znajdują się ulice: Centralnaja, Polewaja, Radużnaja, Ugłowaja, Sczastliwaja.

## Demografia
W 2010 r. miejscowość zamieszkiwało 25 osób.

## Historia
- W czasie II wojny światowej od lipca 1941 roku dieriewnia była okupowana przez hitlerowców. Wyzwolenie nastąpiło we wrześniu 1943 roku[5].